# Grupa Carbonului
Grupul carbonului este o grupă de elemente chimice, alcătuită din carbon (C), siliciu (Si), germaniu (Ge), staniu (Sn), plumb (Pb) și fleroviu (Fl). Este plasat în blocul-p. 
În nomenclatura modernă a IUPAC, este numită grupa 14. În câmpul fizicii semiconductorilor, prezintă denumirea de grupa IV. Aceasta a fost de asemenea cunoscută ca și tetrali (din grecescul tetra, care însemna patru), bazându-se pe numerotarea romană IV în numele grupei sau pe baza faptului că aceste elemente prezentau 4 electroni de valență. Alte denumiri defineau grupul ca și cristalogeni sau adamantogeni.